# Mein Ruf nach Dir
Mein Ruf nach Dir (tradução portuguesa: A minha chamada para ti) foi a canção que representou a Suíça no Festival Eurovisão da Canção 1974, interpretada em alemão por  Piera Martell que tinha letra e música de Pepe Ederer que também a orquestrou. 
A canção foi a 15.ª a ser interpretada na noite do festival, a seguir à canção alemã "Die Sommermelodie", interpretada por Cindy and Bert  e antes da canção portuguesa "E depois do adeus", interpretada por Paulo de Carvalho. No final, acabou recebendo 3 pontos, terminando em 14.º lugar, empatada com as canções da Alemanha, Portugal e Noruega. 